# Баба хак
Баба хак е сватбен обичай при някои цигански общности, вариант на практикувания в различни култури откуп на булката. Представлява заплащане на пари или друго имущество от младоженеца или неговото семейство на семейството на булката. Различава се от мюсюлманския мехир, който се заплаща на самата булка.
В България баба хак се практикува от калдарашите, тракийските калайджии, бургуджиите в Североизточна България и някои групи йерлии (звънчарите в Пазарджишко, кошничарите в Пловдивско и други).
Баба хак се разглежда като заплащане от младоженеца за девствеността на булката и може да бъде върнат изцяло или частично, ако булката не е девствена, както и ако бракът се развали по нейна вина, например при бягство, изневяра или бездетност. Размерът на откупа варира в широки граници в зависимост от социалния статус на семействата, а понякога и на специални умения на булката. Така за опитни джебчийки могат да бъдат платени големи откупи, които се очаква те да заработят в новото си семейство. Големият откуп се разглежда и като демонстрация на сериозните намерения на младоженеца и гаранция за добро отношение към булката след брака.
От средата на XX век властите в България провеждат системна политика за ликвидиране на обичая баба хак. Предвид традицията на ранни бракове в практикуващите го общности той е разглеждан като неморална търговия с деца. Приходите за семейството на булката са смятани за стимулиращи ранните и нестабилни бракове, а някои полицейски доклади сочат нуждата от понякога значителни откупи като причина за престъпна дейност в семействата на младоженците.
С баба хак са свързани и т.нар. „пазари за булки“ при тракийските калайджии. В миналото те са чергарска общност, която спазва строга ендогамия, но живее разпръснато из Тракия, поради което няколко пъти годишно се събира на определени места, до голяма степен и за финализиране на уговорени бракове. След принудителното ликвидиране на чергарството през 60-те години на XX век тази традиция се изменя и освен големите събирания (на Тодоровден в Стара Загора и на Голяма Богородица в Бачковския манастир) се появяват и седмични „пазари“ – в Пловдив (в понеделник), в Ямбол (в четвъртък), в Стара Загора (в събота).